# Alfred Ellis (Fotograf)
Alfred Ellis (geboren 5. Mai 1854; gestorben 13. April 1930) war ein französischer Fotograf. In den Jahren 1890 bis 1900 arbeitete er mit Stanisław Julian Ignacy Ostroróg zusammen (Ellis & Walery).

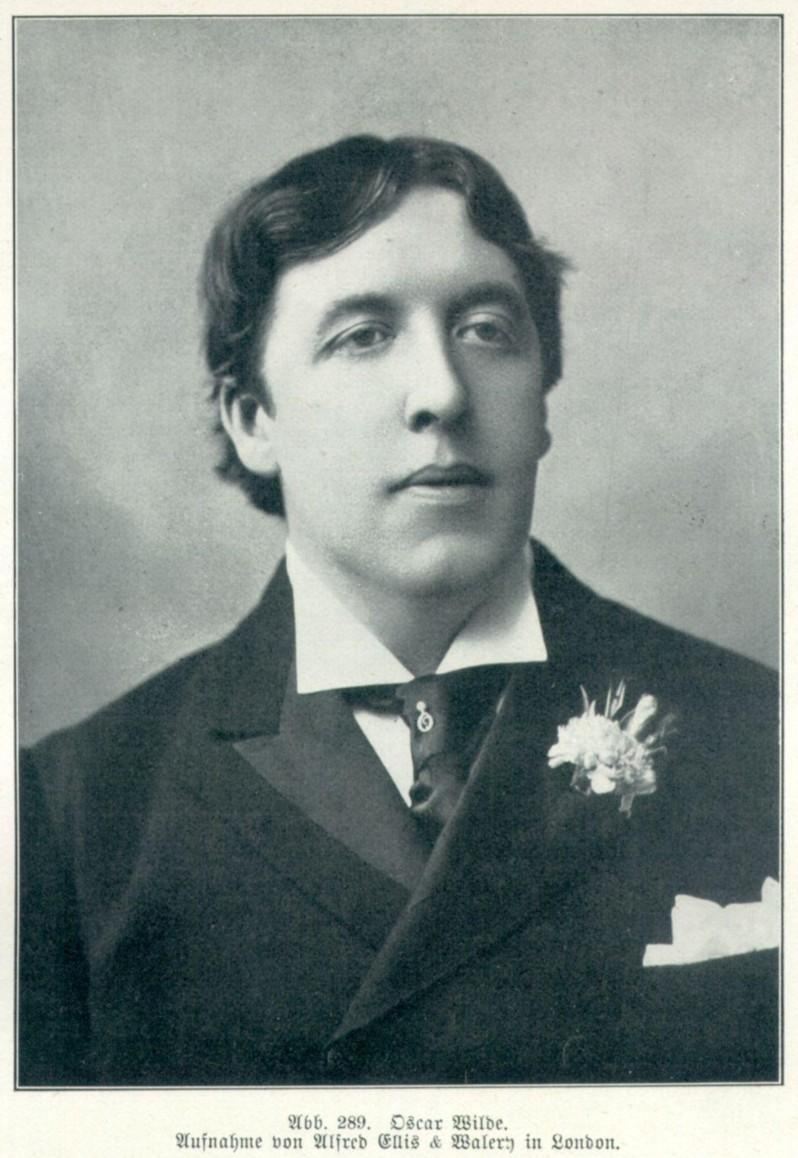
Oscar Wilde (1854–1900), von Ellis & Walery, 1892